# Granikoszi csata
A granikoszi csata Nagy Sándor és a Perzsa Birodalom első nagy ütközete volt i. e. 334. májusában, amelyet a mai Törökország területén, a Dardanellák közelében lévő Granikosz, mai nevén Biga folyó mentén vívtak. A csata a makedónok látványos győzelmével ért véget, és megnyitotta Kis-Ázsiát a további hódítások előtt.

## Előzmények
Az i. e. 4. század közepére a II. Philipposz uralkodása alatt a korábban a görög területek perifériájának számító Makedón Királyság megerősödött, politikai hatalma pedig már Spárta kivételével egész Görögországra kiterjedt. A Philipposz győzelmével záruló khairóneiai csata után (i. e. 338-337. telén) makedón irányítás alatt létrejött a Pánhellén (vagy Korinthoszi) Szövetség a Perzsa Birodalom ellen (a görög–perzsa háborúk megtorlására) készülő támadás koordinálására. Philipposzt i. e. 336-os halála után fia, a 20 éves III. Alexandrosz, azaz Nagy Sándor követte a trónon (ugyanebben az évben került a perzsa trónra III. Dareiosz is). Alexandrosz a balkáni hadjáratban a lázadó görög népeket és városokat megadásra kényszerítette, a végsőkig ellenálló Thébai városát pedig – közvetett módon, Thébai ellenségein keresztül – leromboltatta.
Miután erődemonstrációjával Alexandrosz biztos hátországot teremtett a Perzsia elleni hadjárathoz, i. e. 334. tavaszán megindult Kis-Ázsia felé, hogy egyesüljön a már ott tartózkodó expedíciós haderőkkel. Alexandrosz hadseregének méretéről a különböző források eltérő adatokat közölnek, ennek ellenére elmondhatjuk, hogy számuk közelítette az 50 000-et. Amíg a sereg hosszadalmasnak ígérkező szállítása zajlott a hellészpontoszi tengerszorosban, Alexandrosz meglátogatta Trója városát, hogy tisztelegjen a trójai háborúban harcolt ősök emléke előtt. Meglátogatta Akhilleusz állítólagos síremlékét és Athéné istennő templomát is.
Eközben a perzsa hadparancsnokság egy kisváros, Zeleia (mai nevén Sarıköy) közelében tartott sürgős haditanácsot. Mivel több parancsnok is volt, akik között az alá-fölérendeltségi viszonyok nem voltak egyértelműek, a szükséges döntéseket többségi határozattal fogadták el. A görög zsoldosokat vezető rhodoszi Memnón a felégetett föld taktikáját alkalmazva próbálta volna Alexandroszt megfosztani az utánpótlásától; a helyi kormányzó, Phrügia szatrapája, Arszitész, azonban nem örült volna, ha saját területét pusztítják, ezért ő a gyors összecsapás híve volt, hogy a háború minél hamarabb véget érjen. Memnón a nyílt szárazföldi összecsapást ellenezte, szerinte a perzsáknak a tengeri fölényüket kellett volna kihasználniuk. Arszitész azonban elnyerte a vezértársak támogatását, amiben közrejátszott az is, hogy a görög Memnónban nemigen bíztak. Miután megszületett a döntés, a perzsák védekező állást vettek fel a Zeleiától nyugatra fekvő főútvonal mentén – amely területet a Granikosz (ma Kocabaş vagy Biga) folyó szelt ketté –, azt feltételezve, hogy Alexandrosz vállalni fogja az ütközetet.

## A szembenálló felek

### A perzsák
A görög–perzsa háborúk óta nem sok minden változott a perzsa hadsereg összetételében: még mindig sok lovasuk és íjászuk volt. Azonban azt mindenképpen megtanulták a görögök elleni harcokban, hogy a perzsa gyalogság nem veheti fel a versenyt a hoplita harcmodorral szemben. Az volt a szerencséjük, hogy az i. e. 4. század elején egyre jobban elterjedt a zsoldos katonák alkalmazása. A görög zsoldosok hajlandóak voltak idegen seregekben szolgálni, amennyiben megkapták részesedésüket a megszerzett zsákmányból. Görögországban ráadásul a makedónokkal szembeni ellenérzések olyan általánosak voltak, hogy sokan hajlandóak voltak Dareiosz királlyal is együttműködni, csak láthassák, miképpen teszik helyre az ifjú „felkapaszkodott senkiházit”. Dareiosz Dardanellák közelében állomásoztatott hadseregében több ezer görög zsoldos szolgált, akiknek semmi okuk nem volt kedvelni a makedónokat. A tapasztalt görög phalanx és a 15 000 fős, motivált perzsa lovasság egysége hatalmas és félelmetes sereget alkotott, azonban gyalogságuk viszonylag gyenge volt. A gyalogság jelentős része nem is perzsa, hanem kis-ázsiai lakos volt, különféle nemzetiségekhez tartoztak. Mivel a görög zsoldosok hűsége is függött a fizetség mértékétől és ez a képzetlen gyalogság sem szívesen szolgálta a perzsa uralkodót, ezért az ütőképességnek itt volt a leggyengébb pontja.

### A görögök

csatarend

Miután Nagy Sándor átkelt a Hellészpontoszon, a hellén gyalogság mintegy 15 000 főt tett ki. Többségük a phalanx hat alegységébe volt beosztva, közös elnevezésük a „gyalogos Társak” (pezhetairoi). A görög gyalogság másik fő komponense a hüpaszpisztészek egysége volt, amely rátermettség és testi erő alapján válogatott testület volt, és egyaránt otthonos volt a phalanx harcmodorban, illetve a könnyűgyalogosok és a lovasok támogatásával végrehajtott gyors rajtaütésekben. A phalanx mellett a makedón lovasság, közös nevén a „Társak” (hetairoi) képviseltek jelentős erőt (mellettük más görög poliszok is állítottak ki lovasságot, elsősorban a thesszáliaiak). Diodórosz szerint a Hellészpontosznál 1800 főt számláltak, azonban nem tudjuk, hogy ez csupán a Társakra vonatkozik-e, vagy más görög lovas egységeket is magában foglal. További lovasegységek voltak az ún. prodromoszok, akik elsősorban felderítő feladatokat láttak el, a granikoszi csatában ők alkották a rohamozó előörsöt. A makedón hadsereg nélkülözhetetlen kiegészítői voltak a könnyűgyalogság és az íjászok is, az úgynevezett peltasztészek, valamint rengeteg zsoldost is alkalmaztak. A zsoldosok leggyengébb pontja a moráljuk volt, mivel az anyagiakon kívül más cél nem vezérelte őket, szemben a hazájukért harcoló polgárokkal. Nagy Sándor vezetői képességeinek és bátorságának köszönhetően azonban sikerült fenntartani a sereg egységét. Görögökön kívül akadtak még illír és trák nemzetiségű zsoldos katonák is.

## A csata

### A források hitelessége
Arrianosz, Diodórosz és Plutarkhosz mind említést tesz a csatáról, közülük Arrianosz számol be a legrészletesebben az eseményekről. A csata rekonstruálását nehezíti, hogy az írások sok színes, de semmitmondó leírást és értelemzavaró rövidítéseket tartalmaznak, a tényekkel kapcsolatban pedig (például a perzsa sereg felállásának kérdésében) egymásnak ellentmondó információkkal szolgálnak. Az összecsapás tényleges lefolyása menthetetlenül homályba veszett forrásaink retorikai torzítása miatt; az is lehetséges, hogy Arrianosz teljes beszámolója egy Alexandrosz környezetéből származó, dicsőítő leíráson alapszik.

### A csata felvezetése
Miután Alexandrosz seregével átkelt a Hellészpontoszon, a legfontosabb feladata az Égei-tenger partvidékének biztosítása volt. Ha ezt elmulasztotta volna, akkor a perzsa flotta támadást intézhetett volna a hadsereg nagy részének távollétében igencsak sebezhető Makedónia ellen. Azonban amíg a perzsa szatrapák seregei tőle keletre állomásoztak, nem vonulhatott dél felé, hiszen akkor a perzsáknak meg lett volna a lehetősége arra, hogy oldalról indítsanak támadást ellene, vagy akár mögé is kerülhettek volna, hogy – miután elvágták a görög sereget az utánpótlásától – hátbatámadják. Az Alexandrosz által előszeretettel használt felderítő egységek felfedték a perzsa sereg tartózkodási helyét és összetételét. A közel azonos méretű, ám kevesebb gyalogos katonából álló sereg, a Granikosz folyó keleti partján helyezkedett el, ami azonnal világossá tette Alexandrosz számára a stratégiai nehézséget. A Granikosz mély mederben folyt meredek partok között, melyek ma három-négy méter magasak. Az akadályt nem a folyó mélysége jelentette, hiszen kora tavasszal alig több, mint egy méter mély volt a víz, hanem a meredek partok. Ezek ugyanis lehetetlenné tettek egy széles arcvonalban végrehajtott frontális támadást. Alexandrosz phalanxa elkerülhetetlenül szétzilálódott volna, és ki lett volna téve annak a veszélynek, hogy már a folyómederben lemészárolják.
A perzsa stratégia nyilvánvalóan maximálisan ki akarta aknázni a folyó adta lehetőségeket, és egyszerűen meg akarták akadályozni, hogy Alexandrosz átkeljen a folyón. A folyó partján állt a perzsa lovasság, köztük elit csapatok, görög zsoldosaik és gyalogsági újoncaik pedig az egy-két kilométerrel hátrébb lévő dombokról figyelték az eseményeket, arra számítva, hogy bevetésükre nem lesz szükség. Alexandrosz estefelé közelítette meg a Granikosz folyót, így már majdnem teljesen besötétedett, ezért rangidős tábornoka, Parmenión, azt tanácsolta, hogy várjanak hajnalig a támadással. Alexandrosz azonban hallani sem akart erről, hiszen neki nem volt szokása elutasítani a kihívásokat. Mások azért ódzkodtak az ütközettől, mert makedón szokás szerint Daisziosz hónapban nem szoktak harcolni, ezért Alexandrosz megparancsolta, hogy nevezzék át a hónapot második Artemisziónra.

### A csata lefolyása
Alexandrosz hamar átlátta a perzsa seregek elhibázott helyezkedését: a lovasság legnagyobb ereje a lendületében és jó manőverezési képességében rejlik, azonban a folyó partján állva egyiket sem tudták kihasználni. A folyótól túl nagy távolságra állomásozó erős zsoldos hoplitaseregnek pedig esélye sem volt arra, hogy a csata alakulásába bele tudjon szólni.
Alexandrosz az átkelést úgy tervezte, hogy azok az egységek, amelyeknek a folyó átszelése komolyabb kihívást jelent (így például a hosszú lovassági szarisszával felszerelt prodromoszok) a könnyebben járható partszakaszokon vágjanak át. A seregeknek a folyó folyásirányával megegyező irányban, átlósan kellett átkelniük, hogy gyorsabban haladjanak, így ráadásul a perzsák nehezebben tudták kiszámítani, hogy a partnak melyik szakaszán fognak megérkezni. Először a könnyűlovasok és a gyalogosok keltek át, akik jól felszerelt páncélzatuknak köszönhetően ki tudták védeni a lándzsák és nyilak rájuk zúduló záporát, azonban a túlparton az ellenséges lovasság túlerőben lévő legjavával találták szembe magukat. Súlyos veszteségek közepette visszaszorultak a folyóhoz, ám addigra feladatukat jórészt teljesítették: a perzsa támadás lendületét felfogták, így Alexandrosznak lehetősége nyílt az ellentámadásra. Alexandrosz elit lovasszázadának élén a legelkeseredettebb közelharcba vetette magát bele, ahol számos perzsa főtiszt őt magát akarta megölni. Egyikük (Rhoiszakész) annyira közel jutott hozzá, hogy a sisakjára tudott csapni, Alexandrosznak azonban sikerült lándzsájával leszúrnia a támadót. Ekkor Rhoiszakész testvérének, Szpithridatésznak, kis híján sikerült bosszút állnia, azonban Alexandroszt a kegyelemdöféstől egyik tisztjének, Fekete Kleitosznak a gyors közbelépése végül megmentette. A közelharcban a makedónok somfából készült hosszú lándzsáikkal hamar felülkerekedtek a perzsák gyengébb minőségű és jóval rövidebb dárdáival szemben.
Nyolc perzsa parancsnokot mészároltak le az összecsapásban, köztük Dareiosz sógorát, Mithridatészt, akivel Alexandrosz saját maga végzett. A vezéreit elvesztő perzsa lovasság elmenekült a csatatérről. Az egész mindössze néhány perc alatt zajlott le. A csatát a makedón lovasság minőségbeli fölénye, jobb fegyverzete (elsősorban somfából készült hosszú lándzsáik) döntötte el a görögök javára. A dombokon állomásozó zsoldosok a váratlan fordulat előtt döbbenten álltak, azonban helyben maradtak, minden bizonnyal fegyverszünetre számítottak. Alexandrosz azonban nem volt békülékeny hangulatban. A sötétben a zsoldosok nagy részét lemészárolták, az életben maradtakra pedig élethosszig tartó kényszermunka várt Thrákia ezüstbányáiban.

### Alternatív értelmezés
Mint említettük, a források, amelyek alapján a csatát rekonstruálták a történészek, nem teljesen megbízhatóak. Így nem meglepő, hogy a fenti feltételezett történésekkel nem mindenki ért egyet. Peter Green például az „Alexander of Macedon: A Historical Biography” című könyvében egy alternatív elképzelést javasolt Diodórosz és Arrianosz beszámolóinak egyesítésére: szerinte a folyópartot nem a perzsa lovasság, hanem a gyalogság védte, Alexandrosz serege pedig súlyos veszteségek közepette kénytelen volt az első roham után visszavonulni. Ezt követően Alexandrosz vonakodva megfogadta Parmenión tanácsát, és az éj leple alatt egy békésebb partszakaszon kelt át a folyón, hogy aztán a hajnal hasadtával újabb támadást indítson a perzsák ellen. A perzsa sereg az átkelés helyére sietett, ahova természetesen a lovas egységek értek oda először. Green értelmezése szerint innentől kezdve a csata nagy vonalakban az Arrianosz és Plutarkhosz által leírt, korábban ismertetett módon folytatódott. A feltételezés szerint Alexandrosz és propagandistái a tekintélyvesztéstől tartva a kudarcba fulladt első átkelés nyomait eltüntették, és helyette egy hősies, a perzsák hibás felállását kihasználó rohamot írattak a történetekbe.

## Következményei
Alexandrosz első győzelme teljes és meghatározó jelentőségű volt, és baljóslatúan gyors is. A zsoldosokkal való bánásmódja fenyegető üzenet volt minden görögnek, aki a perzsa király szolgálatába akart állni. A győzelem megnyitotta az Égei-tenger partját, ahol a régóta perzsa elnyomás alatt álló kis-ázsiai görög városállamok tárt karokkal fogadták Alexandrosz seregét, a perzsáknak pedig nem maradt erejük, hogy a szárazföldön Kis-Ázsia elfoglalását megnehezítsék. Ezt felismerte a perzsák életben maradt rangidős tábornoka, Arszitész is, aki nem bírta elviselni a bűntudatot, amit a katasztrofális vereségben betöltött szerepe miatt érzett, ezért végzett önmagával. Alexandrosz az Égei-tenger partvidékén haladt tovább hadjáratában, ahol következő komoly ütközetét Halikarnasszosz ostroma jelentette.

### Ókori irodalom
- Arrianosz: Anabaszisz
- Diodórosz: Bibliothéké, 17. könyv
- Plutarkhosz: Párhuzamos életrajzok

### Modern irodalom
- Bosworth, A. B.. Nagy Sándor: A hódító és birodalma. Bp.: Osiris Kiadó (2002). ISBN 963-379-371-8
- Delbrück, Hans. History of the Art of War, ford. Walter, J. Renfroe (angol nyelven), University of Nebraska Press [1920] (1990)
- Fuller, John F. C.. The Generalship of Alexander the Great (angol nyelven). New Jersey: De Capo Press (1960)
- Green, Peter. Alexander of Macedon: A Historical Biography (angol nyelven) (1974)
- Moerbeek, Martijn: The battle of Granicus, 333 BC.. [2007. március 22-i dátummal az eredetiből archiválva]. (Hozzáférés: 2011. december 7.)
- Kertész István. Héraklész unokái. Kossuth K. (1988). ISBN 963-09-3256-3
- Kertész István. Antik harcmezőkön. Korona K. (2000). ISBN 963-9191-23-x

- Tsouras, Peter G.. Alexander: Invincible King of Macedonia (angol nyelven). Brassey's (2004). ISBN 1-57488-697-5
- Wood, Michael. Nagy Sándor nyomában. Alexandra Kiadó (2004). ISBN 963-370-052-3